# Oelschütz
Oelschütz ist ein Ortsteil der nordsächsischen Stadt Wurzen im Landkreis Leipzig.

## Geographie

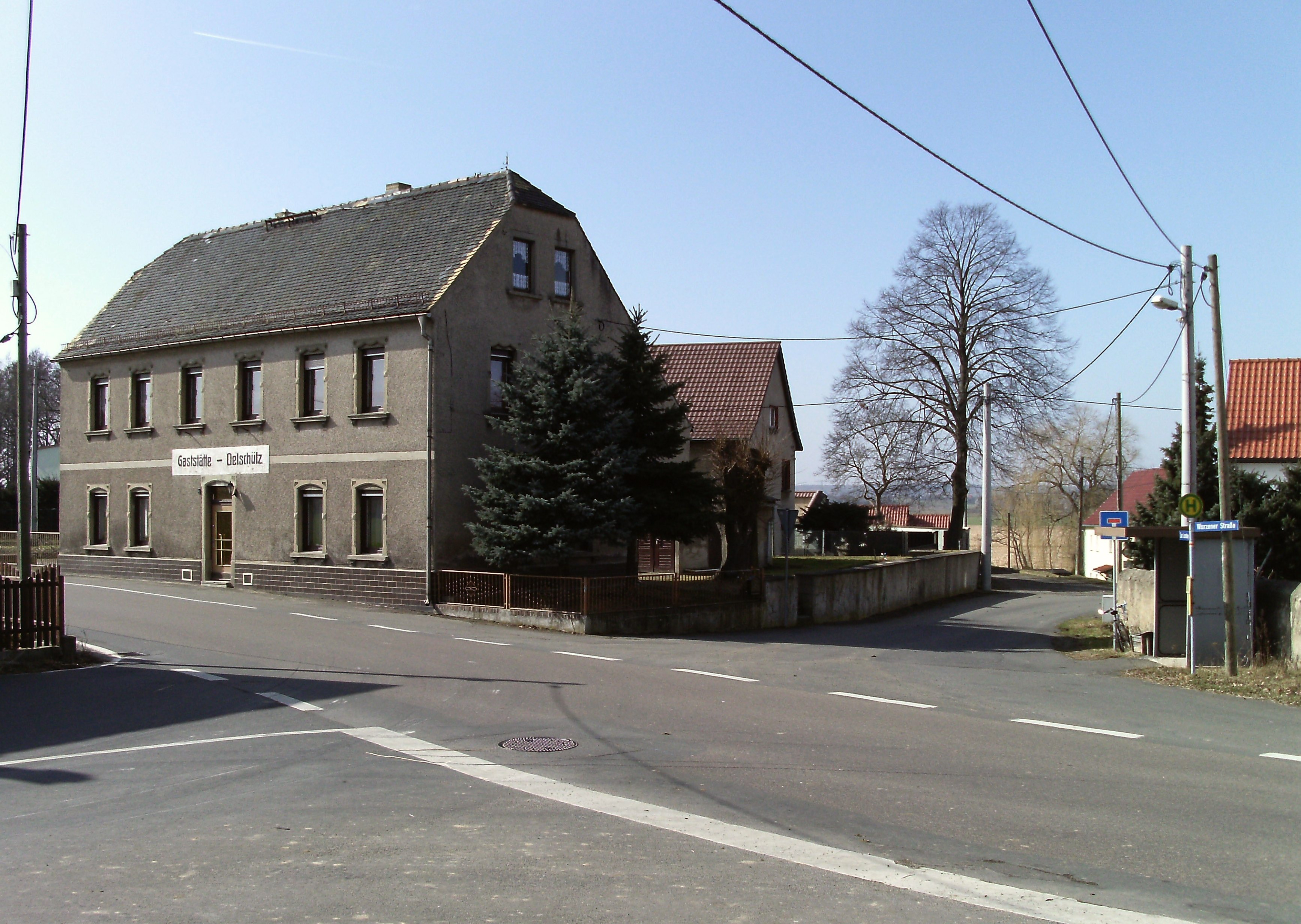
Gaststätte Oelschütz an der Wurzener Straße (S 11)

Der Ort liegt 6 Kilometer südlich des Wurzener und 4 Kilometer nördlich des Trebsener Stadtzentrums. Die etwa einen Kilometer westlich von Oelschütz gen Norden fließende Mulde schlägt bei Oelschütz einen Bogen, der sich nordwestlich des Ortes in Form einer Flussschleife bis auf 500 Meter annähert. Bei einer dort befindlichen Häusergruppe, die zu Oelschütz gehört, gibt es mit der Oelschützer Loreley einen Aussichtspunkt auf die Mulde. Die Reste einer dort befindlichen Wehranlage „Tummelberg“ (auch „Sonnenmühlwall“) gehört zu den Bodendenkmalen von Wurzen.
Durch Oelschütz verläuft in Nord-Süd-Richtung die Staatsstraße 11 im Abschnitt Wurzen (B 6) – Grimma (B 107). Über eine Buslinie des Regionalbus Leipzig (MDV) nach Wurzen bzw. Burkartshain ist Oelschütz an das ÖPNV-Netz angebunden.

## Geschichte

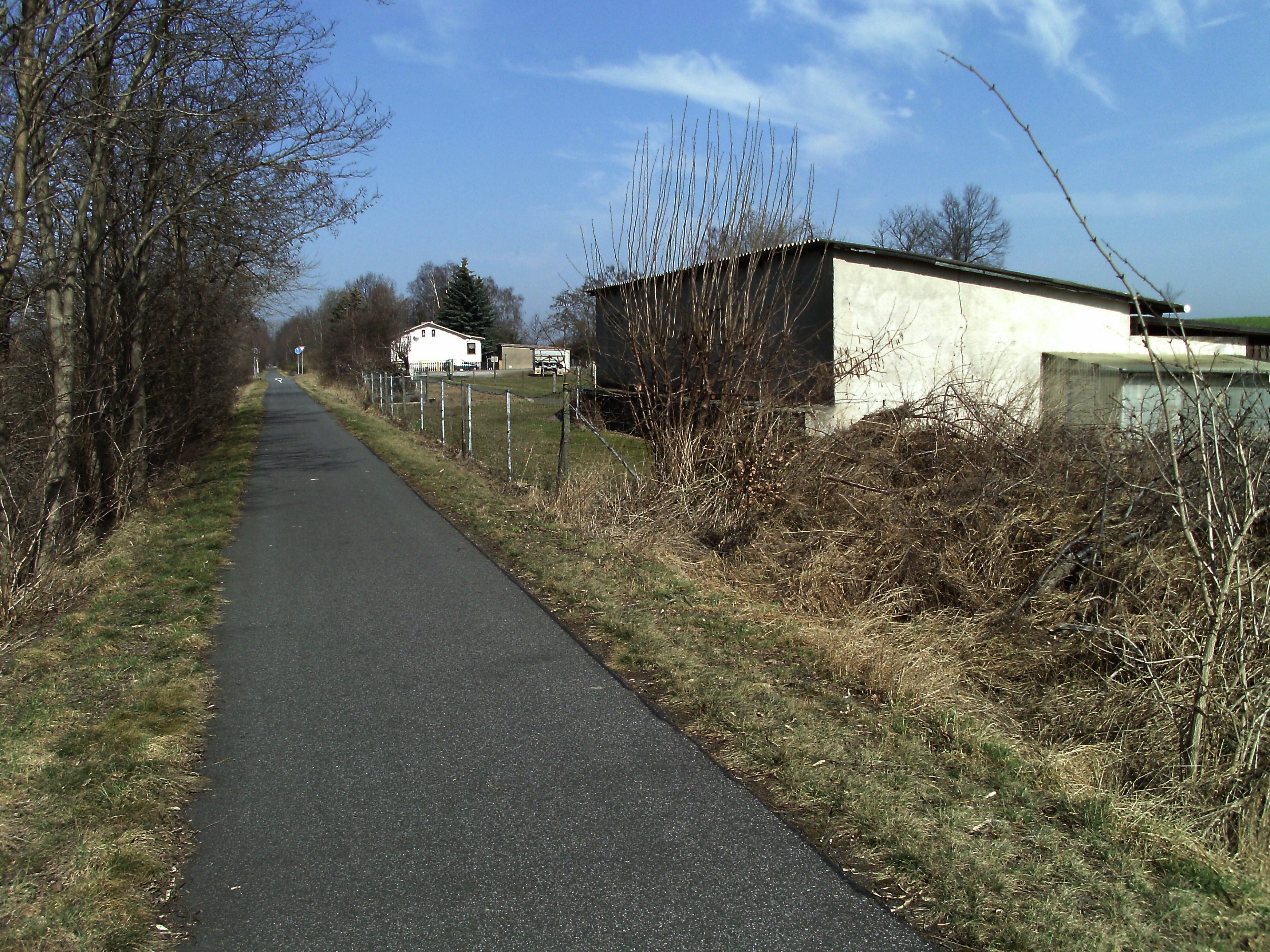
Ehemaliger Haltepunkt Nitzschka in Oelschütz

Durch einen namentlich genannten Peter Olsewicz fand Oelschütz im Jahr 1414 eine indirekte urkundliche Erwähnung. Weitere urkundliche Namensformen waren Olschewicz (1421), Ölschitz (1495), Olschitz (1551), Olsnitz (1557) und Ölsche (1580). Im 19. Jahrhundert fand sich die heutige Namensform Oelschütz.
Für die Mitte des 16. Jahrhunderts, als der Ort zum Amt Grimma gehörte, ist ein Rittergut in Oelschütz belegt, das auch die Grundherrschaft ausübte. Bereits zu dieser Zeit scheint das nordöstlich von Oelschütz gelegene Dorf Sellnitz wüst gefallen zu sein.
Mitte des 19. Jahrhunderts unterstand das Dorf dem Gerichtsamt Wurzen, dessen Aufgaben in den 1870ern auf die Amtshauptmannschaft Grimma respektive das Amtsgericht Wurzen übergingen. Mit Eröffnung des vierten Bauabschnitts der Bahnstrecke Glauchau–Wurzen erhielt Oelschütz 1877 einen Haltepunkt und somit einen Anschluss ans Bahnnetz.
Die Einwohnerzahl der Landgemeinde lag im 19. Jahrhundert leicht über 100, fiel bis 1910 auf 85, stieg bis 1929 wieder auf 99 an, von denen bis auf einen Katholiken alle Einwohner evangelischen Glaubens waren. Im Juni 1936 erfolgte der Zusammenschluss mit der südlichen Nachbargemeinde Nitzschka, sodass danach keine gesonderten Einwohnerzahlen für Oelschütz mehr ermittelt wurden. Ebenfalls erfolgte in der NS-Zeit die Tilgung des Ortsnamens am Bahnhaltepunkt, der ab 1937 Nitzschka hieß. Im Jahr 1969 ging dieser bei der abschnittsweisen Einstellung des Personenverkehrs außer Betrieb. Eine Eisenbahnbrücke über die Wurzener Straße gehört zu den Kulturdenkmalen in Oelschütz (zugleich technisches Denkmal).
Mit der Gemeinde Nitzschka kam Oelschütz 1974 nach Burkartshain (Kreis Wurzen). Diese Gemeinde schloss sich am 1. Januar 1994 mit Kühren zu Kühren-Burkartshain zusammen. Zum 1. Oktober 2006 erfolgte die Eingliederung in die Stadt Wurzen.
Ende Juni 2010 hatte Oelschütz 41 Einwohner.